# Brasil-Aktion
Mit Brasil-Aktion werden die Aktivitäten katholischer Würdenträger bezeichnet, Mitglieder der römisch-katholischen Kirche von einem vom brasilianischen Präsidenten Getúlio Vargas Anfang 1939 erlassenen Verbot der Erteilung von Einreisevisa an Juden auszunehmen.

## Einwanderung von Deutschsprachigen nach Brasilien in den 1930er Jahren
Im Rahmen der Neuen Ökonomischen Politik wurden von Juni 1928 bis Juli 1932 mehr als 61 % der Bauernwirtschaften in der Sowjetunion in Kolchosen überführt. Ein Teil der Russlandmennoniten migrierte über das Deutsche Reich nach Brasilien. Auf Initiative des Auswärtigen Amts wurde 1931 die Gesellschaft für Siedlung im Ausland und 1932 Rolândia gegründet.
Im November 1933 reisten Johannes Schauff, Erich Koch-Weser, Hans Schlange-Schöningen und Friedrich Wilhelm Lübke nach Brasilien und suchten nach Siedlungsmöglichkeiten für die Emigration von Regimegegnern.
Das Gesetz zur Wiederherstellung des Berufsbeamtentums definierte den Begriff Juden nicht als Angehörigen einer Religion, sondern rassistisch. Die Nürnberger Gesetze zielten darauf, den so definierten Menschen die Existenz im Deutschen Reich zu nehmen, was zu einem Auswanderungsdruck führte.

## Antisemitismus in Brasilien
In Brasilien fanden die Rassentheorien aus Deutschland und Frankreich auch bei Intellektuellen positive Aufnahme. In keinem Staat außerhalb des Deutschen Reichs hatte die Nationalsozialistische Deutsche Arbeiterpartei mehr Mitglieder. In den brasilianischen Statistiken zu Bevölkerungswanderungen wurde bis 1937 zwischen Katholiken und Nichtkatholiken unterschieden, ab 1937 wurde die Kategorie Juden erfasst.
Das Rundschreiben 1127 an die brasilianischen Konsulate vom 7. Juni 1937 untersagte die Vergabe von Sichtvermerken an Menschen semitischer Herkunft. Das Rundschreiben 1249 vom 26. September 1938 ließ Visa für befristete Aufenthalte von Juden bei Vorweisen eines Vermögens zu.
Getúlio Vargas verbot Anfang 1939 das Erteilen von Einreisevisa an Juden.
Nach den Novemberpogromen 1938 wurde die Auswanderung von mehreren tausend katholischen Nichtariern als unbedingt nötig erachtet. Der Weg für Katholiken führte über Belgien und die Niederlande nach Brasilien. In den niederländischen und belgischen Lagern erhielten die Migranten keine Visa.
In einer Denkschrift suchte das Raphaels-Werk Dienst am Menschen unterwegs die Ursache für die Nichterteilung darin, dass die Emigranten, in Brasilien durch Faulheit und mangelnde Integrationsbereitschaft den Unmut der brasilianischen Behörden erregt hätten.
Am Ende der Konklave, am 2. März 1939 mit der Wahl von Pius XII., verhandelte Michael von Faulhaber im Auftrag von Adolf Bertram mit Sebastião Leme da Silveira Cintra und Santiago Luis Copello, über die Auswandererfrage.
Anschließend sandte Faulhaber den Leiter der Münchner Caritasstelle, August Kett zum Vertreter der brasilianischen Regierung beim Internationalen Arbeitsamt, Helio Lobo, nach Genf.
Hermann Wilhelm Berning in einem Schreiben 23. März 1939 und Faulhaber in einem Schreiben vom 31. März 1939 im Namen von Adolf Bertram und der bayerischen Bischofskonferenz, baten Pius XII., sich für die Vermittlung brasilianischer Visa an den St. Raphaels-Verein, das heutige Raphaels-Werk Dienst am Menschen unterwegs einzusetzen.
Pius XII. forderte in einem 300 Worte zählenden Telegramm den Apostolischen Nuntius in Rio de Janeiro, Benedetto Aloisi Masella auf, sich bei der brasilianischen Regierung für die Zuteilung von 3.000 Visa für christliche Nicht-Arier einzusetzen. Pater Max Joseph Größer SAC (* 5. August 1887 in Hannover; † 19. März 1940 in Berlin) erreichte bei Verhandlungen in Rom Anfang Juni 1939, dass sich Pius XII. in einer Immediateingabe an den brasilianischen Präsidenten Vargas wandte. Mindestens 700 Juden konnten durch diese Aktion gerettet werden.
Die Antwort auf Bernings Brief stand noch Mitte Juli 1939 aus.
Luigi Maglione teilte Faulhaber am 24. Juni 1939 mit, Vargas habe der Bitte des Papstes entsprochen: 3000 tedeschi cattolici non ariani das Einreisevisum zugesagt.
Die Zusage änderte an der Visavergabepraxis wenig, zumal diese seit dem 1. Januar 1939 von den Vertretungen Brasiliens in Europa in eigener Verantwortlichkeit erteilt wurden.
Am 23. Juni 1939 entschied der Conselho de Imigração e Colonização (CIC) in einer Resolution, dass die von Präsident Vargas zugesagten 3000 Visa nach den geltenden brasilianischen Einwanderungsgesetzen vergeben werden sollten.
Die Ausreise aus dem Deutschen Reich nach Brasilien scheiterte an der antisemitischen Haltung brasilianischer Diplomaten in Berlin.
Das häufig vergebliche Ringen um Vergabe dieser Visa erstreckte sich von Juli 1939 bis zur Auflösung des St. Raffael-Vereines im Juli 1941.